# Eulogio
Eulogio  è un nome proprio di persona italiano maschile.

## Varianti in altre lingue
- Catalano: Eulogi
- Francese: Euloge
- Greco antico: Εὐλόγιος (Eulogios)
- Greco moderno: Ευλόγιος (Eulogios)
- Latino: Eulogius[1]
- Polacco: Eulogiusz
- Portoghese: Eulógio
- Russo: Евлогий (Evlogij)
- Spagnolo: Eulogio

## Origine e diffusione
Continua il nome greco antico Εὐλόγιος (Eulogios), latinizzato in Eulogius. È composto dai termini radici εὖ (eu, "bene") e λόγος (logos, "parola", "discorso"), quindi "di buon parlare", "colui che parla bene". 
Nei primi ambienti giudaici e cristiani assunse il valore di "benedetto". 

## Onomastico
L'onomastico può essere festeggiato in memoria di più santi, ricordati alle date seguenti:
- 21 gennaio, sant'Eulogio, martire con Augurio e Fruttuosa a Tarragona[2][3]
- 11 marzo, sant'Eulogio di Cordova, sacerdote e martire[2][3]
- 23 aprile, sant'Eulogio, vescovo di Edessa[3]
- 13 giugno, sant'Eulogio, vescovo di Alessandria d'Egitto[3]
- 13 novembre, sant'Eulogio, vescovo di Ivrea[3]

## Persone
- Eulogio, Prefetto del pretorio dell'Illirico, presente alla prima e sesta sessione del concilio di Calcedonia (451) quando già aveva lasciato l'incarico.[4]
- Eulogio d'Alessandria, patriarca egiziano
- Eulogio di Cordova, sacerdote e santo spagnolo
- Eulogio Martínez, calciatore paraguaiano naturalizzato spagnolo
- Eulogio Sandoval, calciatore boliviano

### Varianti
- Euloge Placca Fessou, calciatore togolese